# Francesco Carelli
Francesco Carelli (* 8. Oktober 1758 in Conversano; † 17. September 1832 in Neapel) war ein italienischer Verwaltungsbeamter des Königreichs Neapel und ein bedeutender Numismatiker, Münzsammler und Altertumsforscher.
Carelli, der sich schon früh für das Altertum, insbesondere antike Münzen interessierte, war zunächst als Jurist tätig und trat dann in den Verwaltungsdienst der bourbonischen Könige von Neapel, zeitweise auf der Insel Sizilien.
Von 1802 bis 1805 leitete er eine Gesandtschaft nach Frankreich, die 1803 in Malmaison Napoleon und dessen Gattin Joséphine eine bedeutende Menge an antiken Fundstücken u. a. aus Pompeji als „Geschenke“ (tatsächlich eher Tribute, ausgehandelt im Frieden von Florenz) überbrachte, diese sind noch heute dort zu besichtigen. Anschließend war Carelli im Innenministerium des Königreichs Neapel tätig und u. a. für das Bildungswesen und die öffentlichen Bauten zuständig.
Carelli war Mitglied einer Kommission, die sich mit den Ausgrabungen in Pompeji und Herculaneum beschäftigte. 1817 wurde er ständiger Sekretär der Accademia Ercolana. Seine besondere Neigung galt jedoch der Numismatik, und er selbst besaß eine bedeutende Sammlung antiker griechischer Münzen. In einem umfangreichen Werk stellte er alle ihm bekannten antiken Münzen Italiens zusammen. Die dafür angefertigten Tafeln konnten erst nach seinem Tod erscheinen.

## Schriften
- Nummorum veterum Italiae, quos ipse collegit, et ordine geographico disposuit descriptio. s. n., Neapel 1812, (Digitalisat).
- Dissertazione esegetica intorno all’origine ed al sistema della sacra architettura presso i Greci. Stamperia Reale, Neapel 1831.
- Nvmorvm Italiae Veteris Tabvlas CCII. Edidit Caelestinvs Cavedoninvs. Wigand, Leipzig 1850, (Digitalisat).